# Tauromachie

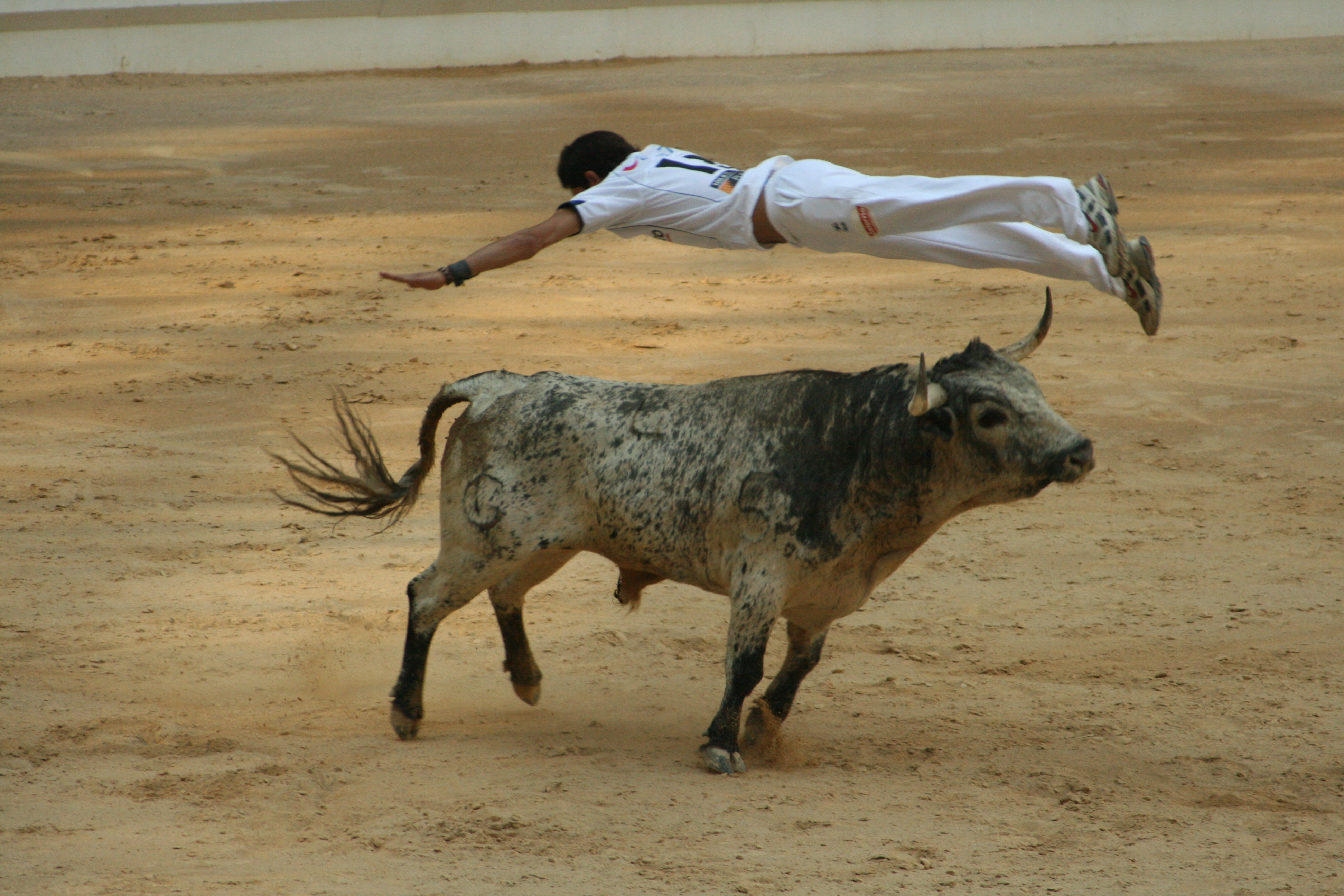
Scène de taurokathapsie actuelle.

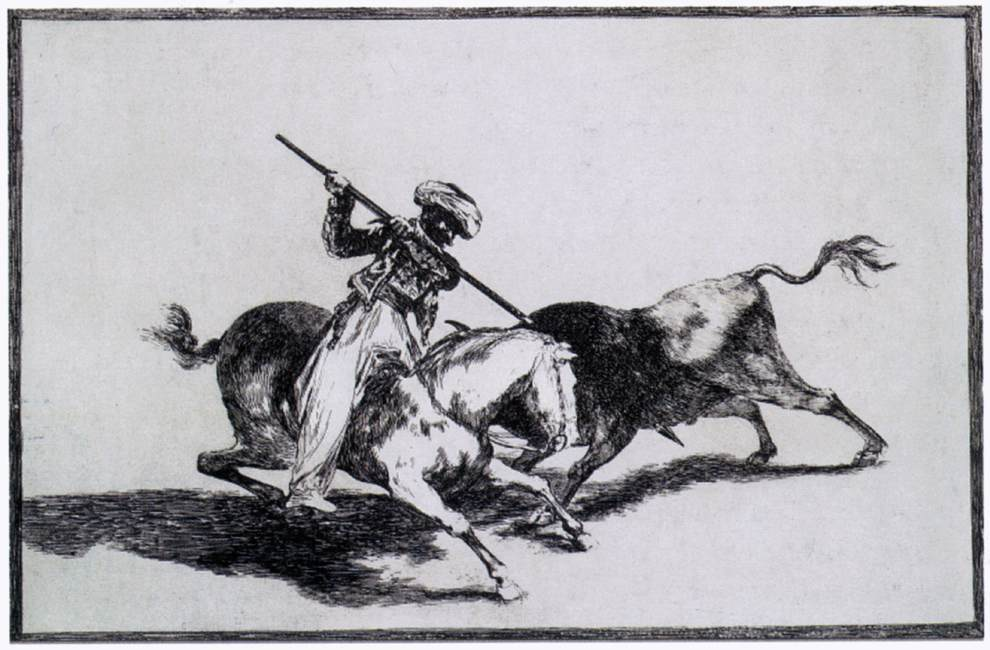
Tauromachie : gravure de Goya (1815).

La tauromachie (du grec tauros, « taureau » et makheia, « combat ») est la manière d’affronter le taureau, soit lors de combats à l’issue desquels le taureau est mis à mort, soit lors de jeux, sportifs ou burlesques comme les taurokathapsies.
Toutefois, l'emploi du mot tauromachie comme synonyme de corrida ne reflète pas la réalité des spectacles taurins qui varient selon les pratiques et les pays. D'autres pratiques tauromachiques ont acquis une forme stable, des règles codifiées et une réelle institutionnalisation. Il s'agit notamment de la course landaise, la course camarguaise en France, les toros coleados au Venezuela et en Colombie, le jaripeo au Mexique, le rodeo chileno au Chili, la course de recortadores au Portugal ou El rodeo en su salsa de Cuba qui est une forme de tauromachie alternative. L'analyse de la tauromachie « ne peut se satisfaire d'une assimilation réductrice à la corrida, qui témoigne d'une conception limitative des pratiques proprement tauromachiques (…) ainsi que des représentations du fait taurin ».

## Diverses formes

Lois concernant la tauromachie (y compris la corrida) dans le monde.
Interdiction nationale de la tauromachie
Interdiction nationale de la tauromachie, mais certaines traditions locales désignées exemptées
Quelques interdictions infranationales sur la tauromachie
Tauromachie sans mise à mort dans l'arène légale (corrida portugaise, ou « sans sang »)
Tauromachie avec mise à mort dans l'arène légale (corrida espagnole)
Pas de données

### Avec mise à mort
La tauromachie avec mise à mort se pratique sous diverses formes en Europe, en Amérique latine.
La corrida est le combat du torero à pied avec un toro de lidia âgé d'au moins quatre ans, dans une arène, avec Picador et cuadrilla. Elle est pratiquée essentiellement en Espagne, dans le midi de la France, dans divers états d’Amérique latine et des États-Unis ainsi que dans quelques communes du Portugal.
La corrida de rejón est l'affrontement du torero à cheval avec un taureau de combat qui sera tué avec une lance ou rejón.

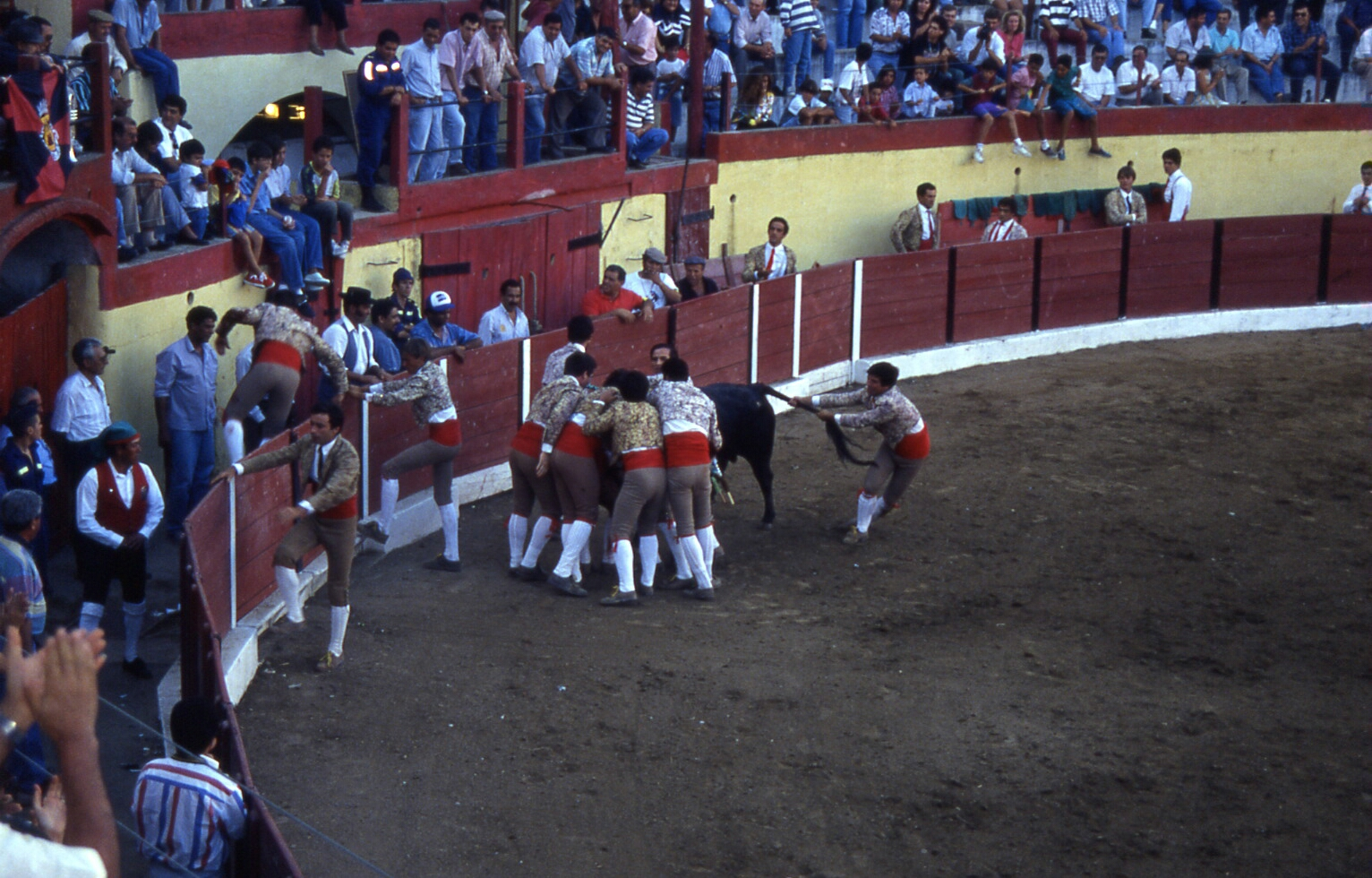
Beja / Portugal (1994).

La course portugaise ou corrida portugaise (en portugais tourada) « est un spectacle tauromachique où des cavaliers vêtus en habit de marquis du XVIIIe siècle affrontent les taureaux de combat avec des rejónes et des banderilles. La mise à mort du taureau ne se fait pas en public, il est arrêté par des forcados avant d'être puntillé au toril ». Elle est pratiquée essentiellement au Portugal et également dans le midi de la France.

### Sans mise à mort
Ces courses sont le plus souvent des sports reconnus par des fédérations nationales en France et en Amérique, ou bien des spectacles fantaisistes.
La course camarguaise est un sport pratiqué en France, dans les départements des Bouches-du-Rhône, du Vaucluse, du Gard, de l'Aude et de l'Hérault. On l'appelle aussi « course libre » depuis le XIXe siècle.
La course landaise est aussi un sport pratiqué en France dans les départements des Landes et du Gers.
La course de recortadores est un sport pratiqué dans le nord de l’Espagne (Navarre, Aragon, Castille-León, Pays basque, Communauté valencienne et communauté autonome de Murcie). Il se rapproche de la course landaise, avec des écarteurs et des sauteurs. Le toreo comique est une parodie de corrida pratiquée partout où a lieu la corrida formelle.
Il existe aussi de nombreuses formes de lâchers de taureaux dans les rues ou sur les places publiques et des jeux taurins parodiques ou burlesques, comptant d'innombrables variantes locales, pratiqués dans l'ensemble des régions traditionnelles de la tauromachie (abrivado et bandido en Provence et en Languedoc, encierro, typique des fêtes de San Fermín à Pampelune).
En Amérique latine, la tauromachie comporte plusieurs types de spectacles taurins. Outre la corrida, dans les pays où elle est autorisée, d'autres jeux taurins, généralement sportifs, se pratiquent du nord au sud. Ainsi, le Jaripeo est une forme de rodeo où le cavalier chevauche le taureau et tente de se maintenir sans être renversé. Ces cavaliers portent le nom de charros. Au Chili, le rodeo chileno se déroule avec deux cavaliers nommés huasos. L'un est chargé de diriger et d'orienter le taureau, l'autre doit rester en contact avec l'animal par l'intermédiaire de son cheval, pour arrêter le taureau à l'endroit prévu.
Au Brésil, un autre jeu taurin consiste en deux formes de rodéo : l'une est issue des pratiques de l'élevage bovin depuis au XVIIe siècle : il s'agit de poursuivre le taureau sur une piste et de l'attraper au lasso (vaquejada). Une autre forme de rodéo serait une technique d'origine espagnole : il s'agit de faire tomber le taureau en l'attrapant par la queue. Il se pratique pendant les fêtes rurales du Nordeste, c'est un sport rémunéré.
Il existe encore beaucoup d'autres tauromachies sous forme de rodéo, de capea de village, et de jeux taurins, même dans les pays où la corrida est interdite comme les farra de boi au Brésil, les Bullriding aux États-Unis, sport qui est désormais constitué en association sportive : le Pro-Bull Rider (PBR) depuis 1992, qui compte 700 compétiteurs, et des filiales au Canada, au Mexique, au Brésil et en Australie

## Origines et évolution

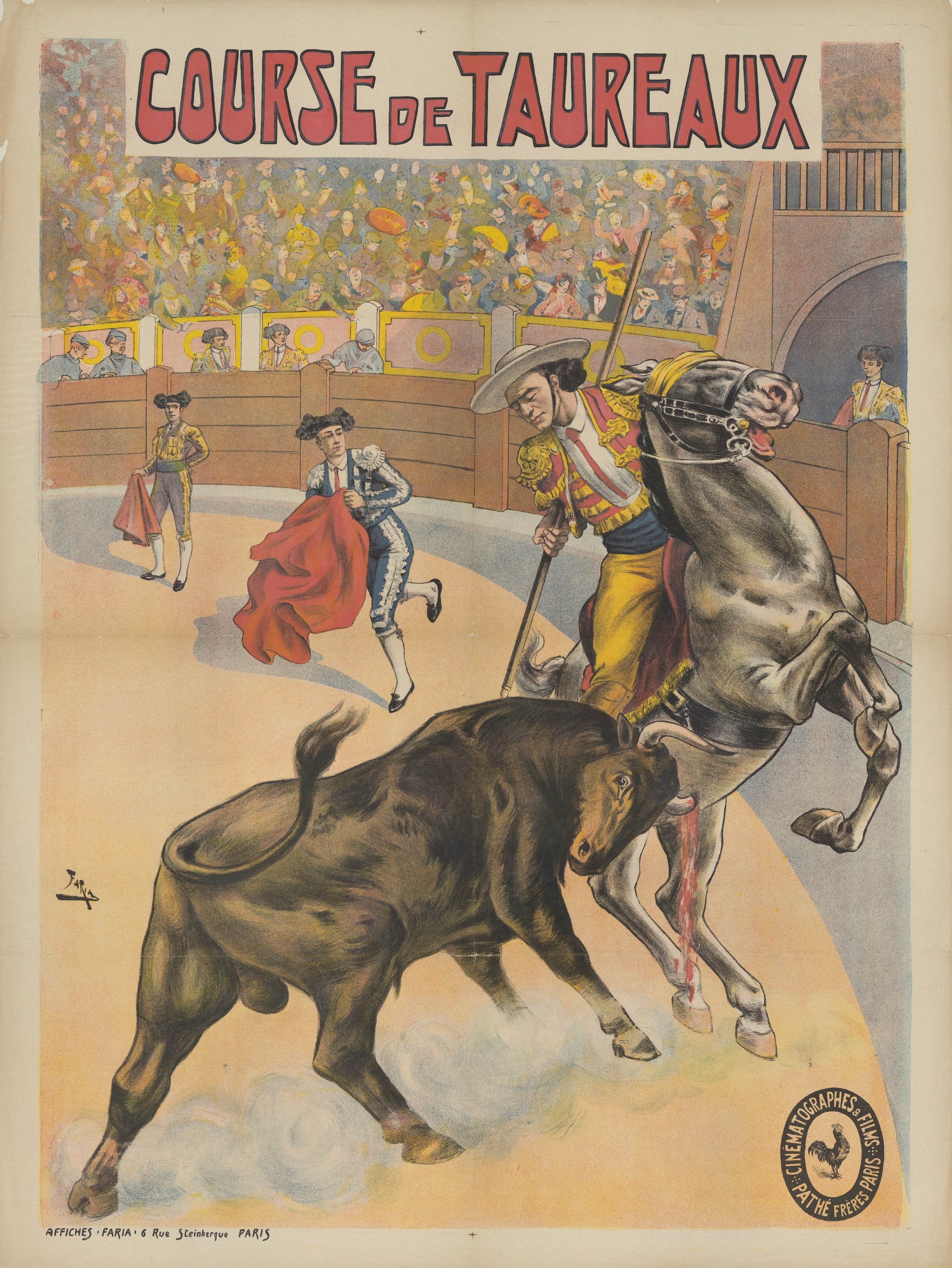
Affiche par Cândido de Faria pour le film Course de taureaux à Séville (1907, Pathé Frères). EYE Film Instituut Nederland.

Chasser le taureau est une activité cynégétique pratiquée depuis l'Antiquité dans la péninsule ibérique. Strabon, historien grec né en 58 avant J.-C., raconte que les peuples de la Lusitanie avait coutume de combattre le taureau à cheval. Diodore de Sicile rapporte le sacrifice fait à Héraclès de taureaux qui deviennent alors des animaux sacrés.
Les historiens de la tauromachie s'accordent à dire que l'on ne peut dater de façon certaine l'apparition de celle-ci : « Nous ignorons les origines exactes des jeux tauromachiques dont l'épanouissement fut réservé à l'Espagne ». Beaucoup restent prudents sur la datation de l'évolution des « jeux de village en des fêtes ordonnées, avec une réglementation et des codes,. » On trouve des traces de fêtes tauromachiques royales avec des cavaliers dès 815 en Espagne. Mais sans doute bien avant, la tauromachie est née comme un sport populaire dans le berceau d'origine du taureau sauvage : les Pyrénées, côté sud et côté nord. C'est dans la zone des Pyrénées qu'a fait souche un des derniers troupeaux des aurochs qui couvraient le continent euro-asiatique. Mais c'est sur le versant sud, où les conditions géographiques et économiques, propres à la péninsule ibérique, ont permis que la race de taureaux sauvages soit le mieux préservée.
Bien avant d'être le privilège de la noblesse espagnole à cheval, la tauromachie était un jeu de paysans, avec des jeunes qui s'amusaient à défier les taureaux sauvages. Sur le versant Nord des Pyrénées, on trouve trace d'une course de vaches à Moumour (dans l'actuel département des Pyrénées-Atlantiques), dès 1469. Du côté de la Camargue, on signale entre 1530 et 1570, la présence d'un capitaine de Ventabren « qui ne craignait point d'attaquer les taureaux furieux de Camargue ».
Cependant la tauromachie codifiée, ancêtre de la corrida de rejón, a bien été d'abord l'apanage d'une noblesse cavalière, les « caballeros en plaza », dès le XVIe siècle en Espagne. Elle était pratiquée essentiellement en Andalousie et en Navarre. Le traité de Dom Duarte, Livro da ensinança de ben cavlager toda sela, écrit vers 1434, est considéré comme la première codification de la tauromachie équestre. De nombreux traités ont été écrits à partir de cette date-là sur le comportement du caballero qui devait tuer l'animal à la lance, ou à pied avec l'épée. Puis l'on cessa de faire appel au « mata-toros », personnage venu des Pyrénées, qui se chargeait de la mort du taureau. Ce mata-toros issu du Nord et du peuple allait devenir dès le XVIIIe siècle le personnage principal d'une nouvelle forme de tauromachie, la corrida à pied, qui allait ravir la vedette à la corrida de rejón.
Selon Corry Cropper, l'expansion de la corrida à pied correspond à une prise de pouvoir par le peuple, la tauromachie étant un art essentiellement populaire. À l'appui de son analyse, il cite François Zumbiehl La Tauromachie, art et littérature.
En France, de l'autre côté des Pyrénées, la tauromachie était restée aux mains du peuple. C'était essentiellement une tauromachie à pied qui s'est développée par la suite sous plusieurs formes de jeux, essentiellement athlétiques, à partir du XVIIIe siècle.
On observe que la corrida chevaleresque et la tauromachie populaire se conçoivent comme des spectacles, dans un cadre festif, qu'il s'agisse de célébrer un événement ou une fête locale annuelle.
En France au début du XXe siècle, Lèonce André, dit Plumeta rédige un Traité de la Tauromachie Moderne.

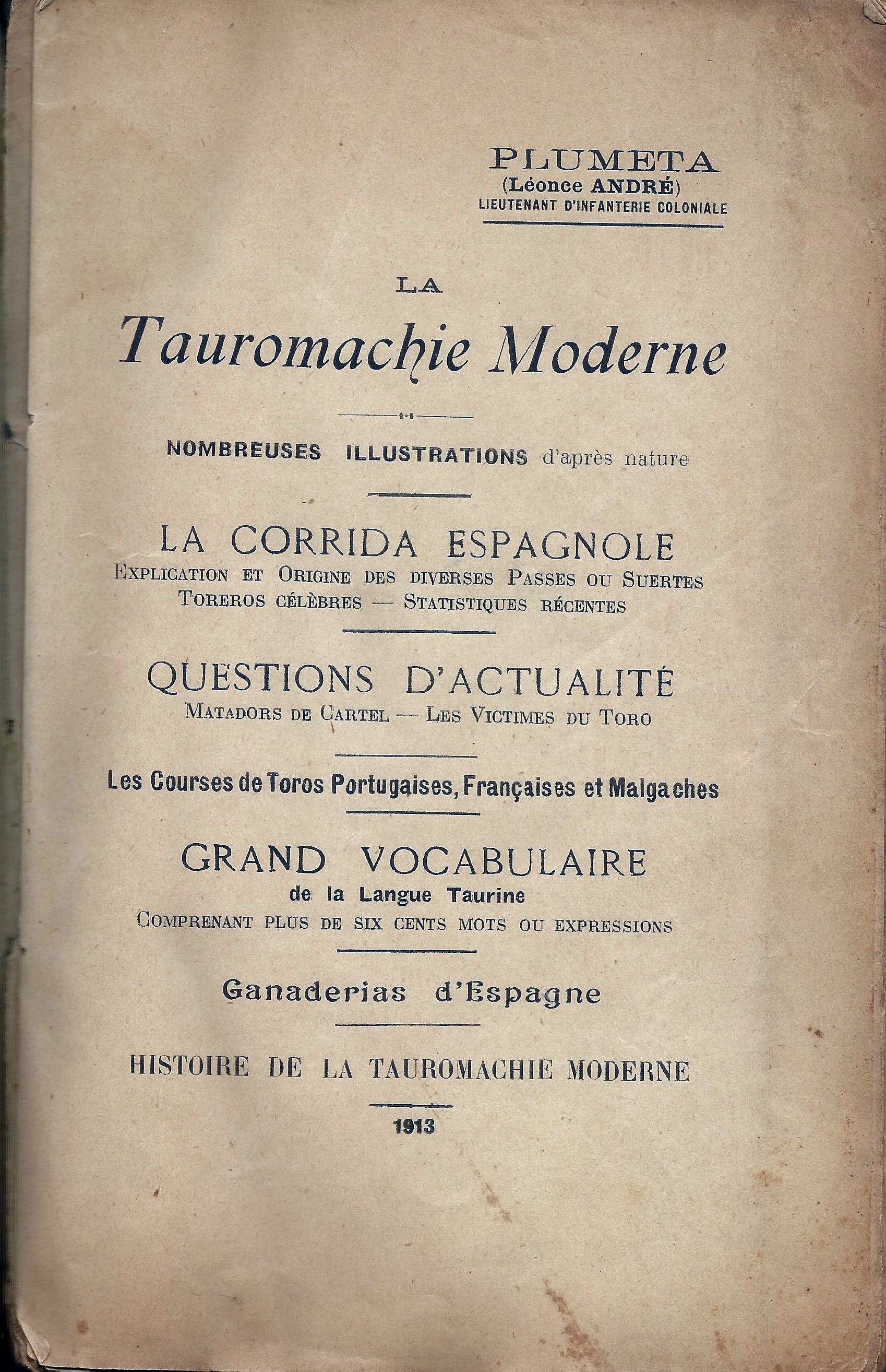
Plumeta 001

En Amérique latine la tauromachie est due à l'introduction de taureaux navarrais et de moruchos de la région de Salamanque par les conquistadors espagnols. Les jeux taurins s'implantent dès 1529 au Mexique, 1538 au Pérou, 1543 en Colombie, 1567 au Venezuela.
En février 2023, après une tribune publiée dans le quotidien Le Monde d'une cinquantaine de signataires dont des élus de Montpellier, personnalités politiques écologistes et représentants d’associations animalistes réclament une réglementation des pratiques entourant la bouvine, et dénonçant notamment le lâcher de taureaux dans les rues lors des férias, de 13 000 à 15 000 personnes défilent à Montpellier pour défendre cette tradition contre ceux qu'ils nomment les « écolos bobos ».

## Tauromachie dans l'art

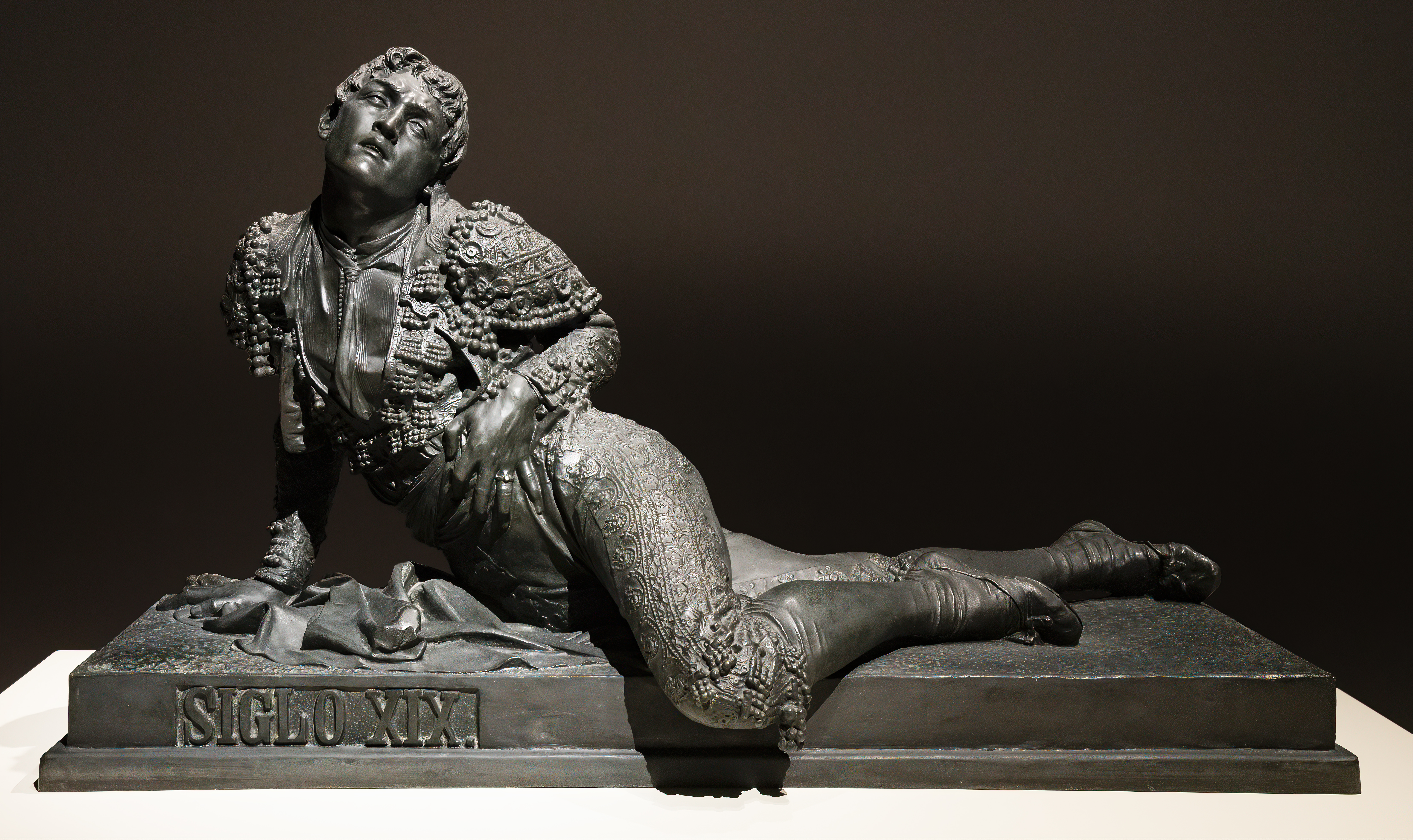
Torero blessé - Rossend Nobas - Musée national d'Art de Catalogne.